# Raúl Zibechi
Raúl Zibechi (nacido el 25 de enero de 1952 en Montevideo) es un escritor y activista uruguayo, dedicado al trabajo con movimientos sociales en América Latina.

## Biografía
Entre 1969 y 1973 fue militante del Frente Estudiantil Revolucionario (FER), agrupación estudiantil vinculada al Movimiento de Liberación Nacional Tupamaros. Bajo la dictadura militar, iniciada en 1973, fue activista en la resistencia al régimen hasta que en 1975 se trasladó a Buenos Aires (Argentina) para exiliarse en 1976, después del golpe militar en ese país, en Madrid, España, donde estuvo vinculado durante más de diez años al Movimiento Comunista en tareas de alfabetización de campesinos y en el movimiento antimilitarista contra la OTAN.
Hacia mediados de la década de 1980 comenzó a publicar artículos en revistas y periódicos de izquierda (Página Abierta, Egin, Liberación) y en medios latinoamericanos (Página /12, Argentina) y Mate Amargo (Uruguay). Al regresar a Uruguay, publicó en el semanario Brecha, del cual se convirtió en editor de Internacionales. También trabajó en la revista ecologista Tierra Amiga, entre 1994 y 1995.
Desde 1986, como periodista e investigador-militante ha recorrido casi todos los países de América Latina, con especial énfasis en la región andina. Conoce buena parte de los movimientos de la región, y colabora en tareas de formación y difusión con movimientos urbanos argentinos, campesinos paraguayos, comunidades indígenas bolivianas, peruanas, mapuche y colombianas. Todo su trabajo teórico está destinado a comprender y defender los procesos organizativos de estos movimientos.

## Líneas teóricas esenciales
El análisis de los movimientos sociales latinoamericanos lo llevó a afirmar que tienen marcadas diferencias con los europeos y estadounidenses, toda vez que se trata de movimientos territorializados, donde los miembros de los sectores sociales que los integran (indígenas, campesinos, sectores populares urbanos) viven de otro modo, enfatizando en la diferencia social y cultural como eje del cambio social.
En los territorios controlados por los movimientos, predominan relaciones sociales no capitalistas, es decir: valores de uso por sobre valores de cambio, la salud y la educación no son mercancías y se practican de modo diferente a como lo hace la sociedad hegemónica, se crean a menudo formas de poder no estatal, sobre la base de la asamblea que es el órgano colectivo de decisión¸ como las Juntas de Buen Gobierno en Chiapas, los cabildos en las regiones nasa en Colombia y los cuarteles aymaras en el Altiplano boliviano, por ejemplo.
Este conjunto de características le permitieron afirmar que la categoría "movimientos sociales" no es adecuada para comprender la acción social en América Latina, por lo que ha acuñado el concepto de "sociedades en movimiento", que remite al conjunto de relaciones sociales diferentes a las hegemónicas y que constituyen un mundo otro en movimiento, en el doble sentido de resistir al modelo político-económico-social dominante pero a la vez al proceso de creación de un mundo nuevo a partir de esas relaciones sociales territorializadas. En este sentido, buena parte de su trabajo consiste en mostrar la existencia de relaciones sociales no capitalistas entre los oprimidos, pero también a visibilizar cómo los movimientos son portadores de un mundo nuevo, a diferencia de la concepción clásica que los considera como meros medios para luchar por la conquista del poder político estatal.
En mayo de 2019, en una visita al departamento de Apurimac, mantuvo un debate con estudiantes de la Universidad Micaela Bastidas (Abancay), donde estudian jóvenes quechuas. Fruto de los intercambios y debates sobre los modos de nombrar las luchas, surgió de parte de los jóvenes la propuesta de "pueblos en movimiento", que comenzó a utilizar en el lugar de "sociedades en movimiento"

## Premios
En 2002 recibió el premio José Martí de Periodismo por la Agencia Prensa Latina (Cuba) por su cobertura de las movilizaciones en torno a la crisis argentina de 2001.
En 2017 recibió el doctor honoris causa a su trayectoria por la Universidad Mayor de San Andrés (La Paz, Bolivia).
En 2023 recibió la Medalla de Plata del "International Latino Book Awards", Los Ángeles, Estados Unidos, por el libro "El Estado realmente existente", junto a Decio Machado.

## Obras en español
- Del contrapoder a la complejidad, Autonomía, Buenos Aires (con Miguel Benasayag y Ariel Pennisi), 2023.
- Universidades antihegemónicas, Desdeabajo, Bogotá (con Aura Mora), 2023.
- Estados para el despojo: Del Estado Benefactor al Estado Neoliberal Extractivista (con Decio Machado), Desdeabajo Bogotá y Alectrión Quito, 2022.
- Mundos Otros y pueblos en movimiento. Debates sobre anti-colonialismo y transición en América Latina, Desdeabajo,  2022.
- Tiempos de colapso III. Construcción y luchas de pueblos en resistencia, con Aída Morales y Manolo Bayona, Málaga, Zambra, 2021.
- Colombia: entre la rebeldía y la esperanza, con Alfonso Inchausty et al, Kavilando/Desde Abajo/Redipaz,  2021.
- Tiempos de colapso II. Los pueblos rompen el cerco, Zambra, Desdeabajo, Bajo Tierra, Quimantú, 2021.
- Repensar el Sur. Las luchas del pueblo mapuche, Cátedra Jorge Alonso, Guadalajara, 2020.
- Tiempos de colapso. Los pueblos en movimiento, Zambra, Desdeabajo, Quimantú, 2020.
- Nuevas derechas, nuevas resistencias, Quimantú y Desdeabajo, 2019.
- Los desbordes desde abajo. 1968 en América Latina, Desdeabajo, Bogotá, 2018.
- No secarán la tierra (con prólogo de Marcelo Giraud y poemas de Eugenia Segura), Grito Manso, Mendoza, Argentina, 2017.
- Zonas de dignidad. Extractivismo y resistencias, Editorial Tierra del Sur, Buenos Aires, 2017.
- Movimientos sociales en América Latina. El mundo otro en movimiento, Desdeabajo, Bogotá, 2017.
- Cambiar el mundo desde arriba. Los límites del progresismo (en coatuoría con Decio Machado), Desdeabajo (Bogotá), Quimantú (Santiago), 2016; Zambra-Baladre (Málaga), 2017.
- Latiendo Resistencia. Mundos Nuevos y Guerras de Despojo, El Rebozo (Oaxaca), 2015; Zambra-Baladre (Málaga), Quimantú (Santiago), 2016.
- Descolonizar el pensamiento crítico y las prácticas emancipatorias, Bajo Tierra Ediciones, Quimantú y Zambra-Baladre, 2014; Desdeabajo, Quimantú, 2015.
- Preservar y compartir. Bienes comunes y movimientos sociales, (en coautoría con Michael Hardt), Mardulce, Buenos Aires, 2013.
- Brasil Potencia. Entre la integración regional y un nuevo imperialismo, (Desdeabajo, Quimantú, Bajo Tierra, Lavaca, PDTG y Zambra-Baladre, 2012).
- Universidad en movimiento. Debates y memorias del X Congreso Iberoamericano de Extensión Universitaria (Editor), Extensión Libros, Nordan, El Colectivo, Montevideo, 2011.
- América Latina: Contrainsurgencia y pobreza, Desdeabajo, Bogotá, 2010 (Quimantú, Santiago de Chile, Pez en el Árbol, México, Lavaca, Buenos Aires y Zambra-Baladre, Málaga bajo el título Política y Miseria).
- Territorios en resistencia. Cartografía política de las periferias latinoamericanas, Lavaca, Buenos Aires, 2008 y Zambra-Baladre, Málaga, 2012.
- Autonomías y emancipaciones. América Latina en movimiento, Univ. San Marcos y Bajo Tierra, Lima y México, 2007 y 2008.[2]
- De multitud a clase. Formación y crisis de una comunidad obrera (Juan Lacaze, 1905-2005), Ideas, Montevideo, 2006.[3]
- Dispersar el poder. Los movimientos como poderes antiestatales, Tinta Limón y Textos Rebeldes, Buenos Aires y La Paz, 2006.[4]
- Genealogía de la revuelta. Argentina, una sociedad en movimiento, Letra Libre, La Plata, 2003.[5]
- Para que el pueblo decida. La experiencia del referéndum contra la ley de impunidad en Uruguay (1986-1989), (en coautoría con María Delgado y Marisa Ruiz), Instituto de Defensa Legal, Lima, 2000.
- La mirada horizontal. Movimientos sociales y emancipación, Nordan, Montevideo, 1999.[6]
- La revuelta juvenil de los 90. Las redes sociales en la gestación de una cultura alternativa, Nordan, Montevideo, 1997.[7]
- Los arroyos cuando bajan. Los desafíos del zapatismo, Nordan, Montevideo, 1995.[8]

## En otras lenguas
- Outros Mundos e Povos em Movimento. Debates sobre anticolonialismo e transição na América Latina, Consequencia Editora, Rio de Janeiro, 2024.
- Başka Dünyalar İnşa Etmek/Latin Amerika’da Hareket Halindeki Toplumlar Ve Sömürgecilik Karşıtı Yollar, Aram/Alternatif Hareketler, Yenişehir/Diyarbakır, 2024.
- Constructing Worlds Otherwise. Societies in Movement and Anticolonial Paths in Latin America, Transl. George Ygarza, AK Press, 2024.
- Mondi altri e popoli in movimento. Dall'America Latina al Kurdistan, Museodei by Hermatena, Florencia, 2023.
- Territorios em rebeldía, Elefante, Sao Paulo, 2022.
- Tempi di collasso. I popoli in movimento, Roma, Nova Delphi, 2021.
- Movimentos sociais na América Latina. O "mundo outro" em movimento, Río de Janeiro, Consequencia, 2020.
- Descolonizar a rebeldia: uma alternativa desde baixo e a esquerda, Guarapuava, 2018. (https://apprehendereeditora.com/comprar?olsPage=products%2Fdescolonizar-a-rebeldia)
- L´irruzione degli invisibili. Il ´68 e la nascita di nuovi mondi in America Latina, Trame, Florencia, 2018.
- La nuova corsa all'oro. Societá estrattiviste e rapina, Hermatena-ReCommon, Roma, 2016.
- Alba di mondi altri, Museo dei, Firenze, 2015.
- Territórios em resistência, Consequência, Río de Janeiro, 2015.
- İktidarı Dağıtmak, Otonom Yayıncılık, Estambul, 2015.
- The New Brazil: Regional Imperialism and the New Democracy, AK Press, Oakland, 2014.
- Brasil potência: entre a integração regional e um novo imperialismo, Consequencia, Río de Janeiro, 2012.
- Territories in resistance, AK Press, Oakland, 2012.
- Territori in resistenza. Periferie urbane in America latina, Nova Delphi Libri, Roma, 2012.
- Territorien des Widerstands. Eine politische Kartografie der urbanen Peripherien Lateinamerikas, Assoziation A, Berlín, 2011.
- Autonomías y emancipaciones, Alana, Atenas, 2010.
- Dispersing Power, AK Press, Oakland, 2010
- Disperser le pouvoir. Les Mouvments comme pouvoirs anti-etatiques, Le Jouet Enragé, París, 2009.
- Bolivien. Die Zersplitterung der Macht, Nautilus, Hamburg, 2009.
- Disperdere il potere, Intramoenia, Roma, 2007.
- Argentine, Genealogie de la révolte, CNT-RP, París, 2004.
- Genealogia della rivolta, Luca Sossella, Roma, 2003.
- Zapatiste e Sem Terra, Zero in condotta, Milán, 2001.
- Il paradosso zapatista, Eléuthera, Milán, 1998.

## Artículos en libros
- "La Guardia Indígena: motor de los cuidados y de las transformaciones" en Saúl Curto, La emergencia de la democracia comunal, Tirant Lo Blanch, 2025, pp. 239-261.
- "Espiritualidad, autonomía y resistencias anticapitalistas", en Internacionalismo crítico y luchas por la vida, Francisco de Parres (ccord) Cátedra Jorge Alonso, Guadalajara, 2023, pp. 495-513.
- "Urban Community and Resistance", en Nadine Reis y Michael Lukas, Beyond the Megacity, University of Toronto Press, 2022, pp. 83-89.
- "La acción colectiva entre el encierro y la crisis sanitaria", en América Latina en tiempos revueltos, ZUR/Excepción/Libertad Bajo Palabra, Montevideo/Cochabamba/Morelos, 2021, pp. 245-260.
- "Los pueblos en movimiento ante los desafíos de las nuevas derechas", en América Latina em perspectiva, Émerson Neves da Silva (org.), Passo Fundo, Acervos, 2021, pp. 17-44.
- "La comunidad autónoma urbana. El mundo nuevo en el corazón del viejo", en Pensar las autonomías, Alicia Hopkins y César Pineda, México, Bajo Tierra, 2021, pp. 23-52.
- "Los pueblos en movimiento ante la pandemia",en Dilermando Cattaneo, Marcelo Argenta y Renata Ferreira (Orgs.) Geografias das R-existências, Ponta Grossa, PR, Monstro dos Mares, 2021, pp. 39-60.
- "De la soberanía a la autonomía alimentaria", Daiana Melón y Mariana Relli Geografías del conflicto: crisis civilizatoria, resistencias y construcciones populares en la periferia capitalista, La Plata, Centro de Investigaciones Geográficas, 2021.
- "La communauté autonome urbaine: un monde nouveau au coeur de l´ancien", Marsella, Agone, 2021.
- "Amérique latine: l´année des peuples en mouvement", en Alterntives Sud, Soulèvements populaires, Centre Tricontinental, París, 2020, pp. 161-173.
- "The decolonising Zapatista revolution", en Rosemary McGee and Jethro Pettit Power, empowerment and social change, Routledge, New York, 2020.
- "Los pueblos en movimiento como sujetos anti coloniales", en Piel negra, máscaras blancas, Gaya Makaran y Pierre Gaussens (coord.), México, Bajo Tierra, 2020, pp. 227-250.
- "Imaginary Dialogues with Öcalan: Updating Critical Thinking", en Building Free Life. Dialogues with Öcalan, PM Press, Oakland, 2019.
- "Autonomy and Self-government after Progressivism",Journal for the Critique of Science, 2019, Slovenia.
- "People in defense of life and territory", in State of Power 2018, TNI.
- "La minería puede ser la coca del posconflicto", en Alvarado, Sara et al Paz en Colombia: perspectivas, desafíos, opciones, Clacso, Buenos Aires, 2016.
- "El pensamiento crítico en la hora del colapso sistémico", en Rescatar la esperanza. Más allá del neoliberalismo y el progresismo, Entrepueblos, Barcelona, 2016.
- "I movimenti sociali urbani in Brasile", en Pier Paolo Poggio Rivoluzione e Sviluppo in America Latina, Jaca Book SpA, Milano, 2016.
- "Movimientos antisistémicos y descolonialidad", en Rafael Sandoval (ed) Pensar desde la resistencia anticapitalista y la autonomía, Ciesas, México, 2015.
- "Challenges and Difficulties of Urban Territories in Resistance", en Sthaler-Sholk, Richard; Vanden, Harry and Becker, Marc Rethinking Latin American Social Movements, Rowman, New Tork, 2014.
- "El estado de excepción como paradigma político del extractivismo", en Territorios en disputa, AAVV, Bajo Tierra ediciones, México, 2014.
- "La «lutte contre la pauvreté» comme contre-insurrection", en NIcolas Pinot,  Être comme eux? Perspectives critiques latino-américaines sur le développement, Parangon/Vs, Lyon, 2013.
- "Las penas son de nosotros. La conformación de un nuevo bloque de poder en Uruguay", en Gabriela Massuh, Renunciar al bien común. Extractivismo y (pos)desarrollo en América Latina, Mardulce, Buenos Aires, 2012.
- "El Buen vivir como el "otro mundo posible", en AAVV, Hacer política para un porvenir más allá del capitalismo, Grietas, México, 2012.
- "Cuando el presente deja de ser una extensión del pasado", en AAVV, Tejernos, resistir y transformar, Pez en el Árbol, México, 2011.
- "Uruguay: un projet minier réveille la contestation, en État des résistances dans le Sud, Centre Tricontinental, Louvain, 2011.
- "La impostergable lucha contra el extractivismo", en Marielle Palau (comp.), La dimensión represiva y militar del modelo de desarrollo, BASE, Diakonía, Serpaj-PY, Asunción, 2011.
- "Guerra amazónica por los bienes comunes", en Norma Giarraca (comp.) Bicentenarios (otros), transiciones y resistencias, Una Ventana, Buenos Aires, 2011.
- "Las zonas grises de las dominaciones y las autonomías", en AAVV Pensar las Autonomías. Alternativas de emancipación al capital y el Estado, Sísifo/Bajo Tierra Ediciones, México, 2011.
- "O Olhar do Outro/O outro Olhar", en Alfons Hug, A Carta da Jamaica, Goethe Institut, Río de Janeiro, 2010.
- "The Complex Decolonisation of the School" in Noam Chomsky, New World of Indigenous Resistance, City Lights Books, San Francisco, 2010.
- "La mirada del otro/ la otra mirada", en Alfons Hug, Menos tiempo que lugar. El arte de la independencia, Goethe- Institut, Múnich, 2009.
- "Gobiernos y Movimientos: entre la autonomía y las nuevas formas de dominación", en Raphael Hoetmer (coord), Repensar la política desde América Latina, Universidad Mayor de San Marcos/PDTG, Lima, 2009.
- "El trabajo libre contra la economía política", en Norma Giarracca y Gabriela Massuh (comp.), El trabajo por venir. Autogestión y emancipación social, Antropofagia, Buenos Aires, 2008.
- "Ecos del subsuelo: resistencia y política desde el sótano", en Ana Esther Ceceña (comp.) De los saberes de la emancipación y de la dominación, CLACSO, Buenos Aires, 2008.
- "I movimienti Sociali latinoamericani", en Aldo Zanchetta, América Latina. L'avanzata de los de abajo, Massari, Lucca, 2008.
- Les céramiques Zanón: un autre monde es possible, Produire de la richesse autrement, CETIM, Geneve, 2008.
- Uruguay: Movilitazione sociale in difesa dell'acqua,  en Marco Coscione, America latina dal basso, Punto Rosso, Milán, 2008.
- From Cancun to Mar del Planta: a continet of efervessence, en Françoise Polet, Zed Books, New York, 2007.
- "Los movimientos sociales latinoamericanos: tendencias y desafíos", en Políticas sociales de desarrollo y ciudadanía, Ministerio de desarrollo Social, Buenos Aires, 2007.
- "La unidad del abajo y del más abajo", en Norma Giarraca, Tiempos de rebelión: "Que se vayan todos", Antropofagia, Buenos Aires, 2007.
- "El arte de gobernar los movimientos sociales", en Los movimientos sociales y el poder, Casa del Mago, Guadalajara, 2007.
- "La emancipación como producción de vínculos", en Ana Esther Ceceña, Los desafíos de las emancipaciones en un contexto militarizado, CLACSO, Buenos Aires, 2006.
- "FTAA'nin Basarisizligi ve Washington'un Sinirlari", en Sibel Özbudun, Dünyayi isitan Latin atesi, Ösgur Universite, Estambul, 2006.
- Les résistances anti-impérialistes en Amérique latine, en Frédéric Delorca, Atlas Alternatif, le Temps de Cerises, Pantin, 2006.
- Meditazione e Rivoluzione, en Raffaele Salinari, Re-esistenza contro sopra-bivenza, Carta, Roma, 2005.
- La gauche uruguayenne: de l'hégémonie culturelle à l'hégémonie politique, en Mouvements et pouvoires de gauche en Amerique latine, Syllepse, París, 2005.
- Besetzte Fabriken: zwischen Überleben und Emanzipation en Stephand Lanz, City of Coop, b_books, Berlín, 2004.
- Zum Produzieren braucht es keine Chefs, en Besetzte fabriken als teil der Bewegung,  Colectivo Situaciones, Que se vayan todos, Assoziation A Berlín, 2003.

## Obras sobre el autor
- Natalia Sierra Freire, Territorios disidentes. Ensayos sobre las sociedades en movimiento, Quito, Abya Yala, 2018.
- Oscar García Jurado, Catálogo de políticas miserables. Lectura del libro Política y Miseria de Raúl Zibechi,  Baladre-Zambra, Málaga, 2013
- Susana Nuin, Dibujando fuera de los márgenes. Movimientos sociales en América Latina, Entrevista  a Raúl Zibechi, La Crujía, Buenos Aires, 2008.